# Pavetta mshigeniana
Pavetta mshigeniana är en måreväxtart som beskrevs av Diane Mary Bridson. Pavetta mshigeniana ingår i släktet Pavetta och familjen måreväxter. Inga underarter finns listade i Catalogue of Life.